# Montes de Granada

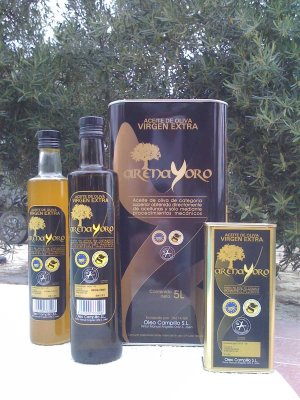
Aceites de Oliva Virgen Extra con Denominación de Origen Montes de Granada.

Montes de Granada es una denominación de origen protegida (DOP) para el aceite de oliva virgen extra que cumpla con los requisitos establecidos por su consejo regulador.

## Zona geográfica
Los Montes es la comarca natural situada sobre la subbética granadina, delimitada al norte con las provincias de Jaén y Córdoba, y al sur con la Vega de Granada. 
Es una zona olivarera tradicional de la provincia de Granada, reconocida como tal desde la época árabe y en diversos inventarios del olivar realizados por el Ministerio de Agricultura, Pesca y Alimentación de la Administración General del Estado durante los años 60 y 70.
Las características geográficas y climáticas de la comarca son particulares. Destaca su clima mediterráneo continental extremo, con inviernos largos, fríos y nevadas frecuentes, como consecuencia de su gran altitud (750-1.300 m s. n. m.), y su proximidad a Sierra Nevada.
Por otro lado, presenta veranos largos, calurosos y secos, típicos de las regiones mediterráneas del sureste español.

## Variedades aptas
Dentro de la zona coexisten varios tipos de aceite de oliva virgen extra:
- Picual o Marteña: variedad principal que representa el 80% de la producción de aceite. Presenta gran actitud agronómica y es tolerante a los fríos inviernos. Presenta un ligero sabor amargo. Es de destacar que efectivamente los componentes responsables de su amargura son también causantes de un mayor poder antioxidante y de la gran estabilidad frente a la oxidación que presentan los aceites de oliva vírgenes de variedad Picual. La variedad Picual es la más rica en ácido oleico (80%), sustancia que ejerce una acción beneficiosa en los vasos sanguíneos reduciendo el riesgo de sufrir enfermedades cardiovasculares y hepáticas.

- Lucio y Loaime: variedades principales autóctonas de Granada que representan el 15% de la producción, las dos son muy resistentes a la sequía y a las heladas invernales.

- Negrillo de Iznalloz, Escarabajuelo, Gordal de Granada y Hojiblanca: Variedades secundarias que representan el 5% de la producción.

## Consejo Regulador
El Consejo Regulador de la Denominación de Origen Montes de Granada es reconocido por Orden 5 de abril de 2001, por la Consejería de Agricultura y Pesca de la Junta de Andalucía, por la que se aprueba el Reglamento de la Denominación de Origen y su Consejo Regulador como organismo certificador del producto, cuyos objetivos son proteger y certificar la calidad del Aceite de Oliva Virgen Extra producido en su ámbito protegido. 
La actividad de este organismo consiste en garantizar el origen y la calidad del Aceite de Oliva Virgen Extra. Esta tarea se realiza comprobando y verificando la procedencia de las aceitunas molturadas, las condiciones de trabajo de los procesos de elaboración y almacenamiento, así como las especificaciones o características del producto final y las condiciones de envasado.